# Nuenen, Gerwen en Nederwetten
Nuenen, Gerwen en Nederwetten est une commune des Pays-Bas de la province du Brabant-Septentrional.

## Localités
Eeneind, Gerwen, Nederwetten, Nuenen, Opwetten et Stad van Gerwen.

## Personnalités liées à la commune
- Gerard van Maasakkers, chanteur néerlandais, est né à Nuenen.
- Vincent van Gogh a vécu à Nuenen, où son père était pasteur.